# Эгльфинг
Эгльфинг (нем. Eglfing) — община в Германии, в земле Бавария. 
Подчиняется административному округу Верхняя Бавария. Входит в состав района Вайльхайм-Шонгау. Подчиняется управлению Хугльфинг.  Население составляет 970 человек (на 31 декабря 2010 года). Занимает площадь 16,16 км².